# Haute école d’art et de design (HEAD) Genf

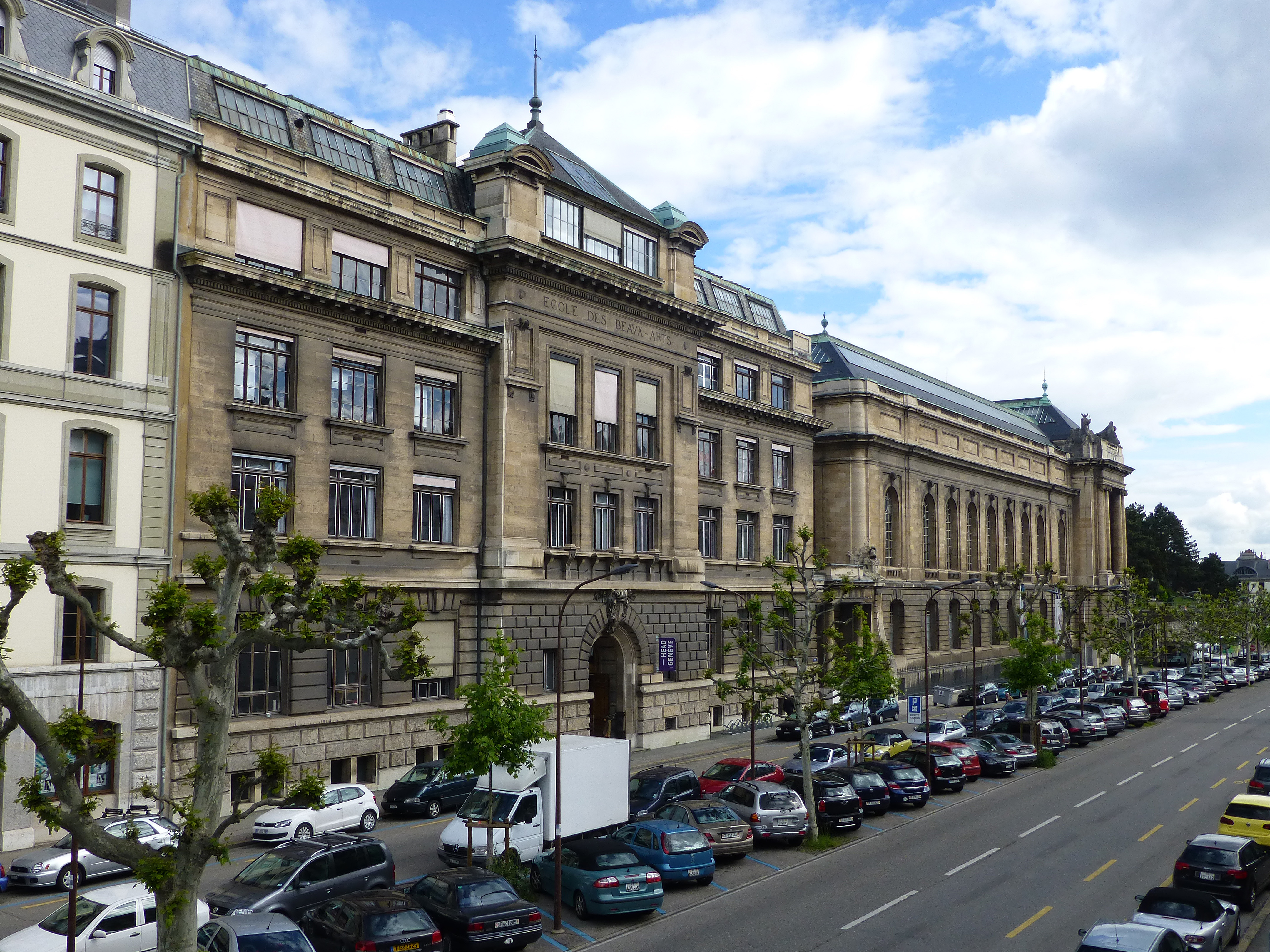
Teil des HEAD-Campus in Helvétique 9; der ursprüngliche Campus der École supérieure des Beaux-Arts

Die Genfer Hochschule für Kunst und Design,  französisch: Haute école d’art et de design Genève (HEAD) ist eine 2006 gegründete europäische Kunst- und Designschule, die zum Netzwerk der Fachhochschule Westschweiz gehört.

## Geschichte
HEAD entstand 2006 aus der Fusion zweier älterer Schweizer Kunstschulen, der École supérieure des Beaux-Arts und der Haute École d’Arts Appliqués. Die École supérieure des Beaux-Arts wurde 1748 vom Conseil des Deux-Cents unter dem Namen École de Dessin gegründet. Die Haute École d’Arts Appliqués wurde am 4. Oktober 1869 unter dem Namen École d’Art Appliqué à l’Industrie gegründet.

## Profil
Die Schule bietet Studiengänge auf Bachelor- und Masterniveau an, darunter Bildende Kunst, Kino, Innenarchitektur, Grafikdesign, Mode- und Accessoire-Design sowie Mediendesign. Am bekanntesten ist die Schule jedoch für ihre Modeprogramme. Seit 2017 erstreckt sich der Campus auf über 16'000 m².

## Campus-Gebäude
- Das Gebäude am Boulevard Helvétique 9 wurde von 2006 bis 2020 von der Abteilung für Visuelle Künste genutzt.[4]
- Die Räumlichkeiten in der Rue Général-Dufour 2 dienten von 2006 bis 2020 den Abteilungen Kino und Medienkunst.
- Das Gebäude in der Rue de l’Encyclopédie 5 wurde von 2006 bis 2017 von der Abteilung Visuelle Kommunikation genutzt.
- Der Pavillon Prairie in der Rue de Lyon 22 beherbergte von 2006 bis 2016 die Abteilung Innenarchitektur.
- Das Gebäude H in der Avenue de Châtelaine 7 wird seit 2017 genutzt.
- Das Gebäude E in der Avenue de Châtelaine 5 ist seit 2017 in Betrieb.
- Das Gebäude A an der Rue de Lyon 114B wird seit 2020 genutzt.
- Das Gebäude D am Boulevard James-Fazy 15 wird seit 2006 von der Abteilung Mode, Schmuck und Accessoires genutzt.

## Nennenswerte Personen
- Mohamed Almusibli Klasse von 2022[1]
- Thomas Liu Le Lann, Klasse von 2018[2]
- Laurence Boissier (1965–2022), Klasse von 2009[3]
- Sonia Kacem (* 1985), Klasse von 2009 und 2011[5]
- Emmanuel Tarpin, Klasse von 2014[6]